# 聚花桂
聚花桂（学名：Cinnamomum contractum）是樟科肉桂属的植物，为中国的特有植物。分布在中国大陆的西藏、云南等地，生长于海拔1,800米至2,800米的地区，见于山坡及沟边的常绿阔叶林中，目前尚未由人工引种栽培。

## 别名
柴桂（云南禄劝） 桂树（西藏波密）